# Aralia nudicaulis
Aralia nudicaulis es una especie de planta perteneciente a la familia de las araliáceas. Es una planta originaria del norte y el este de Norteamérica.

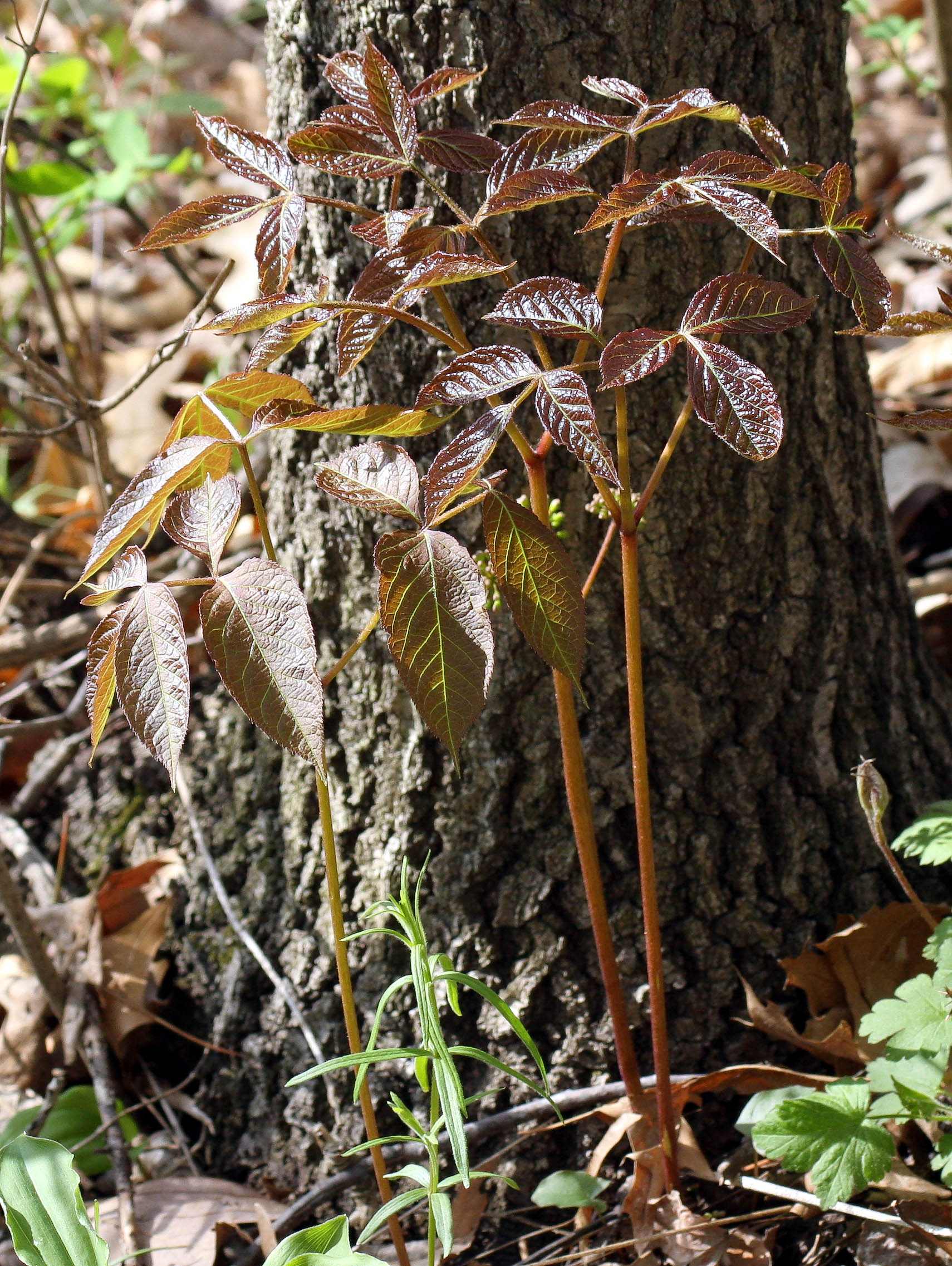
Detalle de las hojas

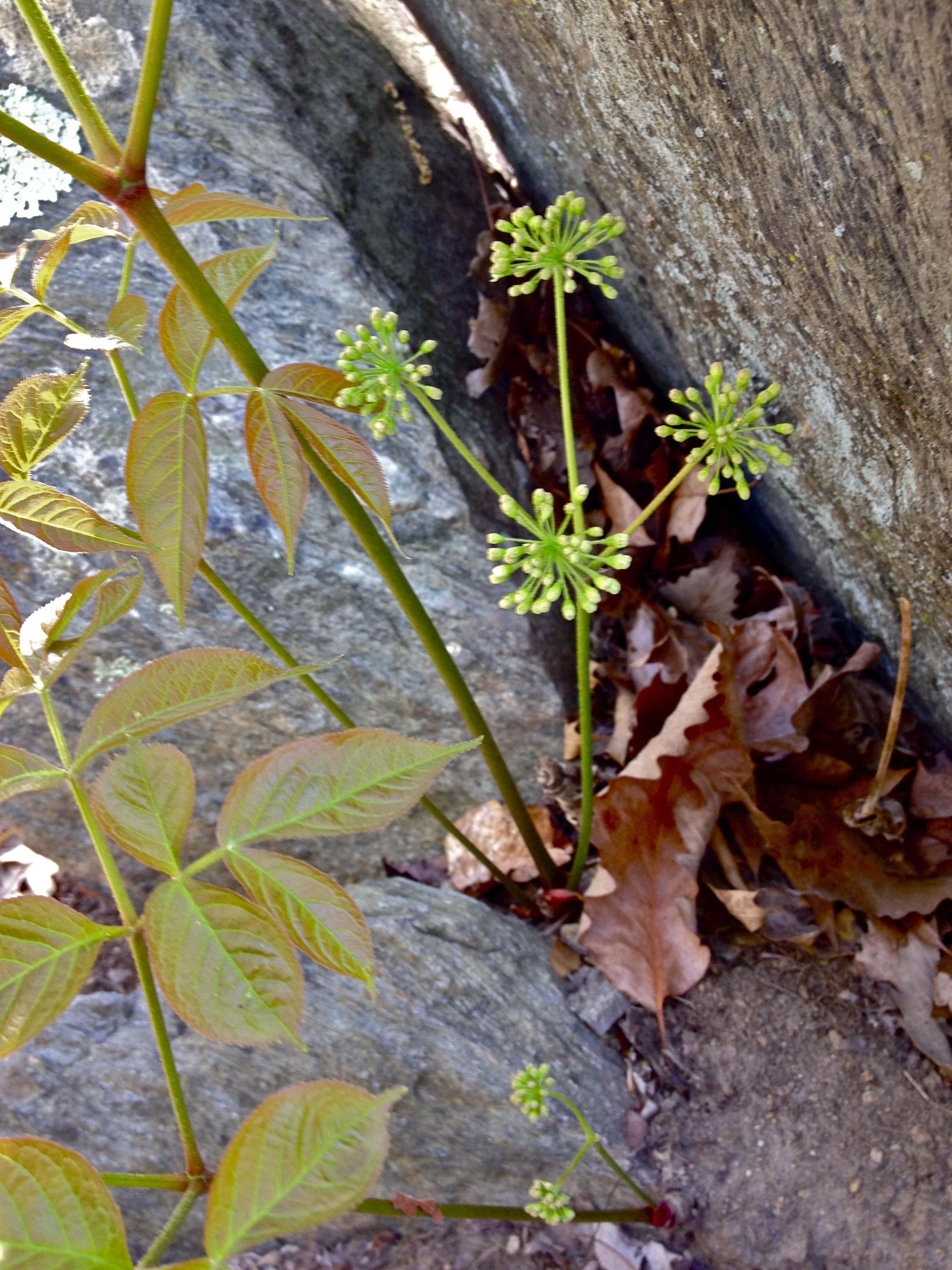
Vista de la planta

## Descripción
Es una planta que alcanza los 30-60 cm de altura con  tallos reptantes y subterráneos. En la primavera, bajo tierra se producen hojas compuestas grandes y finamente dentadas. Las pequeñas flores blancas, en general en grupo de tres,  crecen a la misma altura que las hojas, florece de mayo a julio y maduran en bayas comestibles de color púrpura-negro.  Las bayas tienen un sabor un poco picante y dulce.
El tallo delgado de la planta crece  desde el suelo y se divide en una espiral de 3 se deriva que la rama arriba y hacia fuera, formando hojas 3 a 7 pinnadas, con folíolos ovales, agudos, aserrady y de color verde.
Esta especie es similar a la Aralia hispida, que es un poco más grande, con tallos cubiertos de pelos hirsutos, de ahí el nombre.  Los tallos de A. nudicaulis  son suaves.
Las raíces han sido utilizadas como sustitutos de la zarzaparrilla verdadera (Smilax sp.) En la medicina herbaria.

## Propiedades
Indicaciones: es pectoral, sudorífico, narcótico. Se usa como sustituto de la zarzaparrilla y en afecciones pulmonares.

## Taxonomía

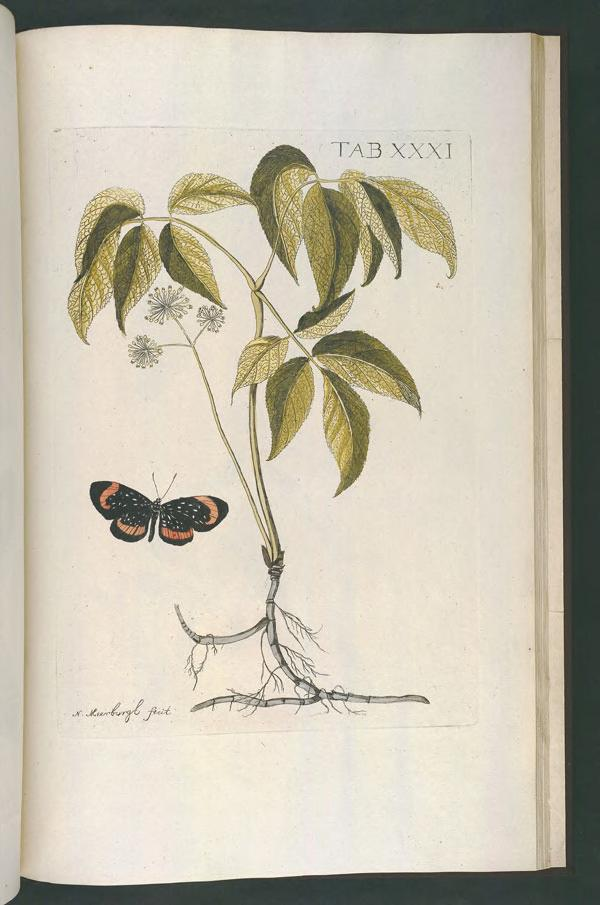
Ilustración de 1775

Aralia nudicaulis fue descrita por Carlos Linneo y publicado en Species Plantarum 1: 274. 1753.
Etimología
Aralia: nombre genérico que deriva de la latinización de la antigua palabra franco-canadiense o india americana aralie.
nudicaulis: epíteto latino que significa "con tallo desnudo".
Sinonimia
- Aralia nudicaulis f. abortiva Dans.
- Aralia nudicaulis f. depauperata Vict.
- Aralia nudicaulis var. elongata Nash
- Aralia nudicaulis var. prolifera Apgar
- Aralia nudicaulis f. prolifera (Apgar) Britton
- Aralia nudicaulis f. virescens Vict. & J.Rousseau[6]